# Llista d'asos de l'aviació de la Primera Guerra Mundial amb 5 victòries
El terme as fou utilitzat per primer cop per la premsa francesa durant la Primera Guerra Mundial, descrivint Adolphe Pégoud com l'as, després d'haver abatut 5 aparells alemanys. Al principi de la Primera Guerra Mundial encara no existien els combats aeris i els aparells eren únicament de reconeixement. Tan bon punt els aparells van començar a ser capaços d'abatre o de forçar a aterrar altres aparells, sistemes d'acreditació de victòries van aparèixer.
En els primers passos de l'aviació militar, diferents serveis aeris van desenvolupar diferents mètodes d'acreditació de victòries aèries. Cap d'aquests sistemes era 100% fiable i eren constantment subjectes a variacions. De fet, el nombre de victòries per a ser considerat com un as oficialment variava depenent del servei militar.
Els alemanys no utilitzaven el terme as sinó que es referien als pilots alemanys amb 10 victòries com a Überkanone, assignant cada victòria a un pilot en concret, i només després d'haver verificat visualment la destrucció total o parcial de l'aparell enemic. El sistema de l'Armee de l'Air francesa només comptava els aparells totalment destruïts, però acreditaven a tot aquell pilot o observador que hagués participat en la victòria, que en alguns casos podien ser diversos individuals. La majoria de les altres nacions (inclosos els Estats Units) van adoptar el sistema francès. Els aparells britànics lluitaven normalment sobre territori alemany i, per tant, no podien fer servir el mateix mètode que els alemanys, de verificar visualment totes les victòries. Al principi les batalles resultaven sovint en l'oponent forçat a aterrar o expulsat del territori essent obligat a marxar cap al seu territori. Per això, els britànics acreditaven combats categoritzats de decisius pels mateixos comandants d'esquadró; podent incloure aparells alemanys expulsats del territori o aparells que havien estat vistos per última vegada for a de control sense verificar si realment havien acabat estavellant-se. Les acreditacions dels russos reflectien a vegades victòries on l'enemic no havia estat totalment destruït. El terme as mai va ser utilitzat oficialment pels britànics.
Tot i que l'estatus d'as era sovint associat als pilots de caça, tant els bombarders com els aparells de reconeixement, i observadors en aparells biplaça com per exemple el Bristol F.2b (Bristol Fighter) també obtenien victòries sobre l'enemic. En ambdós bàndols, si un aparell biplaça aconseguia una victòria, aquesta era acreditada a ambdós membres de l'equip, tant el pilot com l'observador/metralladora. Com que alguns pilots formaven equips amb diversos observadors/metralladora en aparells biplaça, es podia donar el cas que els observadors fossin asos mentre que els pilots no.

## Condecoracions
Condecoració* indica que una barra s'ha afegit a la cinta de la condecoració en qüestió, resultat de l'obtenció de la medalla per segon cop.

Condecoració** i Condecoració*** similarment a l'anterior per al tercer i quart cop respectivament, de l'obtenció de la condecoració.

### Aliats
| Condecoració | Títol                        | Anotacions |
| ------------ | ---------------------------- | --- |
| AFC          | Air Force Cross              | Expedida per actes de galanteria en vol durant operacions no actives per premiar oficials inclosos els de la Royal Air Force                                                 |
| CBE          | Orde de l'Imperi Britànic    | Orde de cavalleria creat per Jordi V del Regne Unit |
| CdeG         | Creu de Guerra               | Condecoració militar francesa, coneguda per ésser atorgada normalment a forces aliades a França                                                                              |
| BCdeG        | Creu de Guerra               | Condecoració militar belga, coneguda per ésser atorgada normalment a forces aliades a Bèlgica                                                                                |
| CdeLd'H      | Legió d'Honor                | Condecoració militar francesa atorgada per conducta militar/civil excel·lent, sota investigació oficial                                                                      |
| CG           | Croce di Guerra              | Condecoració militar italiana |
| DCM          | Distinguished Conduct Medal  | Condecoració militar britànica |
| DFC          | Distinguished Flying Cross   | Atorgada a oficials de la Royal Air Force al valor i galanteria durant operacions actives contra l'enemic a l'aire                                                           |
| DFC(US)      | Distinguished Flying Cross   | Atorgada a oficials o qualsevol altre militar enllistat amb les forces armades estatunidenques que es distingeix per l'heroisme o la consecució d'algun acte heroic a l'aire |
| DFM          | Distinguished Flying Medal   | Condecoració per a militars de menys rang al reconeixement d'algun acte heroic                                                                                               |
| DSC          | Distinguished Service Cross  | |
| DSO          | Distinguished Service Order  | Atorgada per la consecució d'algun acte meritòri en temps de guerra, normalment en situacions de combat                                                                      |
| DSM          | Distinguished Service Medal  | Equivalent a la Distinguished Service Cross |
| MC           | Creu Militar                 | |
| MOH          | Medal d'Honor                | La condecoració de més nivell atorgada pel govern dels Estats Units |
| MiD          | Mentioned in Despatches      | |
| MM           | Medalla Militar (Regne Unit) | Equivalent a la Creu Militar |
| MM(fr)       | Medalla Militar              | Condecoració de la República Francesa |
| MMV          | Medal of Military Valor      | Condecoració italiana |
| OB           | Order of the Bath            | La quarta orde més antiga de la cavalleria britànica |
| OC           | Order of the Crown           | Condecoració belga |
| OLII         | Order of Leopold II          | Condecoració atorgada per mèrits a Bèlgica |
| OR           | Order of the Redeemer        | Atorgada a tots aquells que han defensats els interessos de Grècia en temps de guerra                                                                                        |
| OSA          | Order of St. Anna            | Condecoració de cavalleria primer de Holstein i més tard de Rússia |
| OSG          | Order of St. George          | Atorgada a oficials militars i generals únicament per la demostració de valor i habilitat front l'enemic                                                                     |
| OSR          | Order of the Star of Romania | Condecoració de més nivell romanesa |
| OSS          | Order of Saint Stanislaus    | Condecoració russa a una carrera civil o servei militar distingits |
| OSV          | Order of St. Vladimir        | Orde imperial russa |
| OWE          | Order of the White Eagle     | Atorgada en reconeixement del servei, tant civil com militar, a favor dels interessos de Polònia                                                                             |
| Cr St Geo    | Cross of St. George          | Condecoració a oficial de poc rang, soldats o mariners en reconeixement del valor mostrat davant l'enemic                                                                    |
| VC           | Victoria Cross               | Condecoració britànica més important, atorgada al valor en front l'enemic |

### Forces Centrals
| HOH     | House Order of Hohenzollern          | Orde de cavalleria de Hohenzollern                                                      |
| IC      | Creu de Ferro                        | Condecoració de Prússia, més tard d'Alemanya                                            |
| MMC(AH) | Military Merit Cross (Austrohongria) | Condecoració militar de l'Imperi Austrohongarès                                         |
| MMC(P)  | Military Merit Cross (Prussia)       | Condecoració més important al valor de Prússia per a oficials de poc rang i soldats     |
| MMM     | Military Merit Medal (Austrohongria) | Condecoració militar de l'Imperi Austrohongarès                                         |
| MFB     | Medal for Bravery                    | Condecoració militar de l'Imperi Austrohongarès                                         |
| MOMJ    | Military Order of Max Joseph         | Condecoració militar més important de l'Imperi de Baviera                               |
| MOSH    | Military Order of St. Henry          | Condecoració militar més important de l'Imperi de Saxònia                               |
| OIC     | Order of the Iron Crown              | Orde austríaca imperial                                                                 |
| OL      | Order of Leopold                     | Condecoració austríaca com a reconeixement al valor mostrat davant l'enemic             |
| PLM     | Pour le Mérite                       | Condecoració militar més important de Prússia fins a la fi de la Primera Guerra Mundial |
| WB      | Wound Badge                          | Atorgada als soldats ferits/amb congelacions de l'exèrcit imperial alemany              |

## Asos
| As                                  | País            | Servei Militar | Victòries | Anotacions |
| ----------------------------------- | --------------- | --- | --------- | --- |
| Albert Achard                       | France          | Aéronautique Militaire                                                                                                | 5         | Legion d'Honneur, Croix de Guerre |
| John Aldridge                       | United Kingdom  | Royal Flying Corps, Royal Air Force                                                                                   | 5         | Belgian Croix de Guerre |
| Michele Allasia                     | Italy           | Corpo Aeronautico Militare                                                                                            | 5         | Medal for Military Valor (3 silver awards, 1 bronze) |
| Antonio Amantea                     | Italy           | Corpo Aeronautico Militare                                                                                            | 5         | Medal for Military Valor (3 silver awards, 1 bronze) |
| George Anderson                     | Canada          | Royal Naval Air Service, Royal Air Force                                                                              | 5         | |
| Arnold Ansell                       | United Kingdom  | Royal Flying Corps, Royal Air Force                                                                                   | 5         | |
| D'Urban Armstrong                   | South Africa    | Royal Flying Corps, Royal Air Force                                                                                   | 5         | Distinguished Flying Cross |
| Anthony Arnold                      | United Kingdom  | Royal Naval Air Service, Royal Air Force                                                                              | 5         | Distinguished Service Cross, Distinguished Flying Cross, Belgian Croix de Guerre                                                                                       |
| Maurice Arnoux                      | France          | Aéronautique Militaire                                                                                                | 5         | Legion d'Honneur, Medaille Militaire, Croix de Guerre |
| Jean Arpheuil                       | France          | Aéronautique Militaire                                                                                                | 5         | Legion d'Honneur, Croix de Guerre |
| Edward Asbury                       | United Kingdom  | Royal Flying Corps, Royal Air Force                                                                                   | 5         | |
| Lionel Ashfield                     | United Kingdom  | Royal Naval Air Service, Royal Air Force                                                                              | 5         | Distinguished Flying Cross |
| Rupert Atkinson                     | United Kingdom  | Royal Flying Corps, Royal Air Force                                                                                   | 5         | Military Cross, Distinguished Flying Cross with Bar, Belgian Croix de Guerre                                                                                           |
| Hans Auer                           | Germany         | Luftstreitkräfte | 5         | |
| Frank Babbage                       | United Kingdom  | Royal Flying Corps, Royal Air Force                                                                                   | 5         | |
| William T. Badham                   | United States   | Aéronautique Militaire, US Army Air Service, United States Army Air Force                                             | 5         | Distinguished Service Cross. Rose to Brigadier General during World War II.                                                                                            |
| Yves F. Barbaza                     | France          | Aéronautique Militaire                                                                                                | 5         | Legion d'Honneur, Croix de Guerre |
| Andre Barcat                        | France          | Aéronautique Militaire                                                                                                | 5         | Legion d'Honneur, Croix de Guerre |
| Bernard Bartels                     | Germany         | Luftstreitkräfte | 5         | |
| Auguste Baux                        | France          | Aéronautique Militaire                                                                                                | 5         | Medaille Militaire, Croix de Guerre |
| Louis Bawlf                         | Canada          | Royal Naval Air Service, Royal Air Force, Royal Canadian Air Force                                                    | 5         | |
| Sebastiano Bedendo                  | Italy           | Corpo Aeronautico Militare                                                                                            | 5         | Medal for Military Valor (1 silver, 1 bronze award) |
| Charles Bell                        | United Kingdom  | Royal Flying Corps, Royal Air Force                                                                                   | 5         | |
| William Benger                      | United Kingdom  | Royal Flying Corps | 5         | Military Medal |
| Risdon Bennett                      | United Kingdom  | Royal Naval Air Service, Royal Air Force                                                                              | 5         | |
| Ronald Berlyn                       | United Kingdom  | Royal Naval Air Service, Royal Air Force                                                                              | 5         | |
| Joachim von Bertrab                 | Germany         | Luftstreitkräfte | 5         | Iron Cross |
| Rudolf Besel                        | Germany         | Luftstreitkräfte | 5         | |
| Otto Bieleit                        | Germany         | Luftstreitkräfte | 5         | |
| Frank Billinge                      | United Kingdom  | Royal Flying Corps, Royal Air Force                                                                                   | 5         | Distinguished Flying Cross |
| Eduard Blaas                        | Germany         | Luftstreitkräfte | 5         | |
| Basil Blackett                      | United Kingdom  | Australian Flying Corps, Royal Air Force                                                                              | 5         | Belgian Croix de Guerre |
| George Walker Blaiklock             | Canada          | Royal Flying Corps, Royal Air Force                                                                                   | 5         | |
| Arthur Blake                        | South Africa    | Royal Flying Corps, Royal Air Force                                                                                   | 5         | |
| Georges Blanc                       | France          | Aéronautique Militaire                                                                                                | 5         | Legion d'Honneur, Medaille Militaire, Croix de Guerre |
| Alfred Blenkiron                    | United Kingdom  | Royal Flying Corps, Royal Air Force                                                                                   | 5         | Military Cross |
| Charles Blizard                     | United Kingdom  | Royal Flying Corps, Royal Air Force                                                                                   | 5         | |
| Marcel Bloch                        | France          | Aéronautique Militaire                                                                                                | 5         | Legion d'Honneur, Medaille Militaire, Croix de Guerre, Russian Order of Saint George and Order of Saint Anne                                                           |
| Hans-Helmut von Boddien             | Germany         | Luftstreitkräfte | 5         | |
| Erich Boenisch                      | Germany         | Luftstreitkräfte | 5         | |
| William Otway Boger                 | Canada          | Royal Flying Corps, Royal Air Force                                                                                   | 5         | Distinguished Flying Cross |
| William Bond                        | United Kingdom  | Royal Flying Corps, Royal Air Force                                                                                   | 5         | Distinguished Service Order, Military Cross with Bar |
| Edward Booth                        | Canada          | Royal Flying Corps, Royal Air Force                                                                                   | 5         | |
| Gustav Borm                         | Germany         | Luftstreitkräfte | 5         | |
| Charles Borzecki                    | France          | Aéronautique Militaire                                                                                                | 5         | Legion d'Honneur, Medaille Militaire, Croix de Guerre |
| Alan Bott                           | United Kingdom  | Royal Flying Corps, Royal Air Force                                                                                   | 5         | Distinguished Flying Cross |
| William Bottrill                    | Canada          | Royal Flying Corps, Royal Air Force                                                                                   | 5         | Distinguished Flying Cross |
| Francis Bowles                      | United Kingdom  | Royal Flying Corps, Royal Air Force                                                                                   | 5         | |
| Hans Bowski                         | Germany         | Luftstreitkräfte | 5         | |
| Herbert Boy                         | Germany         | Luftstreitkräfte | 5         | |
| Harold Koch Boysen                  | United States   | Royal Flying Corps, Royal Air Force                                                                                   | 5         | Italian Medal for Military Valor |
| Otto von Breiten-Landenberg         | Germany         | Luftstreitkräfte | 5         | |
| Godfrey Brembridge                  | United Kingdom  | Royal Flying Corps, Royal Air Force                                                                                   | 5         | Air Force Cross |
| Orlando Bridgeman                   | United Kingdom  | Royal Flying Corps, Royal Air Force                                                                                   | 5         | Military Cross |
| Allan Brown                         | Australia       | Australian Flying Corps                                                                                               | 5         | Distinguished Flying Cross |
| Sydney Brown                        | United States   | Royal Flying Corps, Royal Air Force                                                                                   | 5         | Distinguished Flying Cross, Belgian Croix de Guerre |
| John Bruce Norton                   | United Kingdom  | Royal Flying Corps, Royal Air Force                                                                                   | 5         | |
| Harold Buckley                      | United States   | US Army Air Service                                                                                                   | 5         | Distinguished Service Cross with Oak Leaf Cluster, French Croix de Guerre                                                                                              |
| Alexandre Buisson                   | France          | Aéronautique Militaire                                                                                                | 5         | Medaille Militaire, Croix de Guerre |
| Friedrich-Karl Burckhardt           | Germany         | Luftstreitkräfte | 5         | Iron Cross |
| Malcolm Burger                      | South Africa    | Royal Air Force | 5         | Distinguished Flying Cross |
| Julius Busa                         | Austria-Hungary | Luftfahrtruppen | 5         | Medal for Bravery |
| Joseph Callaghan                    | United Kingdom  | Royal Flying Corps, Royal Air Force                                                                                   | 5         | Military Cross |
| Lawrence Callahan                   | United States   | Royal Air Force, US Army Air Service                                                                                  | 5         | British Distinguished Flying Cross |
| Umberto Calvello                    | Italy           | Corpo Aeronautico Militare                                                                                            | 5         | Medal for Military Valor (2 silver awards, 1 bronze) |
| Douglas Cameron                     | United Kingdom  | Royal Flying Corps, Royal Air Force                                                                                   | 5         | Sole recipient of French Medaille d'Honneur. |
| Pierre Cardon                       | France          | Aéronautique Militaire                                                                                                | 5         | Medaille Militaire, Croix de Guerre |
| Edward Caulfield-Kelly              | United Kingdom  | Royal Flying Corps, Royal Air Force                                                                                   | 5         | |
| Lucien Cayol                        | France          | Aéronautique Militaire                                                                                                | 5         | Legion d'Honneur, Croix de Guerre |
| James Child                         | United Kingdom  | Royal Flying Corps, Royal Air Force                                                                                   | 5         | |
| Karl Christ                         | Germany         | Luftstreitkräfte | 5         | Iron Cross |
| Alexander Clark                     | Australia       | Australian Flying Corps                                                                                               | 5         | |
| William Clarke                      | United Kingdom  | Royal Flying Corps, Royal Air Force                                                                                   | 5         | |
| Lewis Collins                       | United Kingdom  | Royal Flying Corps, Royal Air Force                                                                                   | 5         | Military Cross |
| Harry Compton                       | Canada          | Royal Flying Corps, Royal Air Force                                                                                   | 5         | Distinguished Flying Cross |
| Everett Cook                        | United States   | Aéronautique Militaire, US Army Air Service, United States Army Air Forces                                            | 5         | Distinguished Service Cross, French Legion d'Honneur, Croix de Guerre. Rose to the rank of Brigadier General.                                                          |
| George Cox                          | Australia       | Australian Flying Corps                                                                                               | 5         | |
| George M. Cox                       | United Kingdom  | Royal Flying Corps, Royal Air Force                                                                                   | 5         | Military Cross |
| Fergus Craig                        | United Kingdom  | Royal Air Force | 5         | |
| Kelvin Crawford                     | United Kingdom  | Royal Flying Corps, Royal Air Force                                                                                   | 5         | |
| Gerard Crole                        | United Kingdom  | Royal Flying Corps, Royal Air Force                                                                                   | 5         | Military Cross |
| John Crompton                       | Canada          | Royal Flying Corps, Royal Air Force                                                                                   | 5         | |
| Theodor Croneiss                    | Germany         | Luftstreitkräfte | 5         | Iron Cross |
| Robert Cullen                       | United Kingdom  | Royal Flying Corps, Royal Air Force                                                                                   | 5         | |
| Lumsden Cummings                    | Canada          | Royal Flying Corps, Royal Air Force                                                                                   | 5         | |
| Frederick Cunninghame               | United Kingdom  | Royal Flying Corps, Royal Air Force                                                                                   | 5         | |
| Wilhelm Cymera                      | Germany         | Luftstreitkräfte | 5         | |
| Sydney Dalrymple                    | Australia       | Royal Flying Corps, Royal Air Force                                                                                   | 5         | Distinguished Flying Cross |
| Charles Darwin                      | United Kingdom  | Royal Flying Corps, Royal Air Force                                                                                   | 5         | Distinguished Service Order |
| Clive Davies                        | United Kingdom  | Royal Flying Corps, Royal Air Force                                                                                   | 5         | |
| Llewelyn Davies                     | United Kingdom  | Royal Flying Corps | 5         | Military Cross |
| Miles Day                           | United Kingdom  | Royal Naval Air Service                                                                                               | 5         | Distinguished Service Cross |
| Honore de Bonald                    | France          | Aéronautique Militaire                                                                                                | 5         | Legion d'Honneur, Croix de Guerre, Italian Medal for Military Valor |
| Philip De Fontenay                  | United Kingdom  | Royal Flying Corps, Royal Air Force                                                                                   | 5         | |
| Jean De Gaillard De la Valden       | France          | Aéronautique Militaire                                                                                                | 5         | Medaille Militaire, Croix de Guerre |
| August Delling                      | Germany         | Luftstreitkräfte | 5         | Iron Cross |
| Andre Delorme                       | France          | Aéronautique Militaire                                                                                                | 5         | Legion d'Honneur, Medaille Militaire, Croix de Guerre |
| Bruno De Roeper                     | United Kingdom  | Royal Naval Air Service, Royal Air Force                                                                              | 5         | Air Force Cross |
| Charles R. d'Olive                  | United States   | US Army Air Service                                                                                                   | 5         | Distinguished Service Cross |
| Edward Drake                        | United Kingdom  | Royal Naval Air Service, Royal Air Force                                                                              | 5         | |
| Jean Dubois de Gennes               | France          | Aéronautique Militaire                                                                                                | 5         | Medaille Militaire, Croix de Guerre |
| Chester S. Duffus                   | Canada          | Royal Flying Corps, Royal Air Force                                                                                   | 5         | Order of the British Empire, Military Cross |
| William Dyke                        | United Kingdom  | Royal Flying Corps, Royal Air Force                                                                                   | 5         | Distinguished Conduct Medal, Distinguished Flying Medal, |
| Arthur Easterbrook                  | United States   | Royal Air Force, US Army Air Service, United States Army Air Corps, United States Army Air Forces                     | 5         | Distinguished Service Cross. Rose to Brigadier General. |
| Edward Eaton                        | Canada          | Royal Flying Corps, Royal Air Force                                                                                   | 5         | |
| Charles Eddy                        | South Africa    | Royal Flying Corps, Royal Air Force                                                                                   | 5         | |
| Herbert Edwards                     | Australia       | Royal Flying Corps, Royal Air Force                                                                                   | 5         | |
| Horace Eldon                        | United Kingdom  | Royal Flying Corps, Royal Air Force                                                                                   | 5         | |
| Hugh Elliott                        | United Kingdom  | Royal Flying Corps, Royal Air Force                                                                                   | 5         | |
| William Elliott                     | Canada          | Royal Flying Corps, Royal Air Force                                                                                   | 5         | Distinguished Flying Cross |
| Sidney Emerson Ellis                | Canada          | Royal Naval Air Service                                                                                               | 5         | |
| Henry Evans                         | United Kingdom  | Royal Air Force | 5         | Distinguished Service Order |
| Wilhelm Fahlbusch                   | Germany         | Luftstreitkräfte | 5         | Iron Cross |
| Viktor Fedoroff                     | Russia          | Aéronautique Militaire                                                                                                | 5         | French Legion d'Honneur, Medaille Militaire, and Croix de Guerre |
| Ernest Foot                         | United Kingdom  | Royal Flying Corps, Royal Air Force                                                                                   | 5         | Military Cross |
| George W. Furlow                    | United States   | US Army Air Service                                                                                                   | 5         | Distinguished Service Cross with Oak Leaf Cluster. |
| Hudson Fysh                         | Australia       | Australian Flying Corps, Royal Air Force                                                                              | 5         | Distinguished Flying Cross. Co-founder of QANTAS. |
| Ludwig Gaim                         | Germany         | Luftstreitkräfte | 5         | Iron Cross, Austro-Hungarian Medal for Bravery |
| Richard Gammon                      | United Kingdom  | Royal Air Force | 5         | Distinguished Flying Cross |
| James Victor Gascoyne               | United Kingdom  | Royal Air Force | 5         | Distinguished Flying Cross |
| Pierre Gauderman                    | France          | Aéronautique Militaire                                                                                                | 5         | Legion d'Honneur, Medaille Militaire, Croix de Guerre |
| George Gauld                        | Canada          | Royal Flying Corps, Royal Air Force                                                                                   | 5         | Distinguished Flying Cross |
| Harold H. George                    | United States   | US Army Air Service, United States Army Air Corps, United States Army Air Forces                                      | 5         | Distinguished Service Cross, Distinguished Service Medal. Rose to Brigadier General.                                                                                   |
| Eugene Gilbert                      | France          | Aéronautique Militaire                                                                                                | 5         | Legion d'Honneur, Medaille Militaire, Croix de Guerre |
| Dennis Gilbertson                   | United Kingdom  | Royal Flying Corps, Royal Air Force                                                                                   | 5         | |
| Johannes Gildemeister               | Germany         | Luftstreitkräfte | 5         | |
| Wilfred Giles                       | United Kingdom  | Royal Flying Corps, Royal Air Force                                                                                   | 5         | |
| John Gillanders                     | Canada          | Royal Flying Corps, Royal Air Force                                                                                   | 5         | Distinguished Flying Cross. Became justice of Supreme Court of Ontario.                                                                                                |
| William Gillespie                   | Canada          | Royal Flying Corps, Royal Air Force                                                                                   | 5         | French Croix de Guerre |
| Juri Gilsher                        | Russia          | Imperial Army Air Service                                                                                             | 5         | Order of Saint George, Order of Saint Vladimir, Order of Saint Stanilas, Order of Saint Anne                                                                           |
| William Gilson                      | United Kingdom  | Royal Naval Air Service, Royal Flying Corps, Royal Air Force                                                          | 5         | |
| Harry Gompertz                      | United Kingdom  | Royal Flying Corps, Royal Air Force                                                                                   | 5         | |
| Michael Gonne                       | United Kingdom  | Royal Flying Corps, Royal Air Force                                                                                   | 5         | Military Cross |
| Herbert Good                        | United Kingdom  | Royal Flying Corps, Royal Air Force                                                                                   | 5         | |
| Henry Goodison                      | United Kingdom  | Royal Flying Corps, Royal Air Force                                                                                   | 5         | |
| Kenneth Gopsill                     | United Kingdom  | Royal Flying Corps | 5         | |
| Richard Gordon-Bennett              | United Kingdom  | Royal Flying Corps, Royal Air Force                                                                                   | 5         | |
| Ronald Graham                       | United Kingdom  | Royal Naval Air Service, Royal Air Force                                                                              | 5         | Distinguished Service Order, Distinguished Service Cross, Distinguished Flying Cross, Belgian Order of the Crown and Croix de Guerre. Retired Air Vice-Marshal.        |
| Edward Grange                       | Canada          | Royal Naval Air Service, Royal Air Force                                                                              | 5         | Distinguished Service Cross, French Croix de Guerre |
| Charles Gossage Grey                | United States   | Aéronautique Militaire, US Army Air Service                                                                           | 5         | Distinguished Service Cross |
| Edward Gribben                      | United Kingdom  | Royal Flying Corps, Royal Air Force                                                                                   | 5         | Military Cross |
| Hugh Griffith                       | Canada          | Royal Flying Corps, Royal Air Force                                                                                   | 5         | |
| William Grossart                    | United Kingdom  | Royal Flying Corps, Royal Air Force                                                                                   | 5         | Distinguished Flying Cross |
| Francois Guerrier                   | France          | Aéronautique Militaire                                                                                                | 5         | Legion d'Honneur, Medaille Militaire, Croix de Guerre |
| Joseph-Henri Guiget                 | France          | Aéronautique Militaire                                                                                                | 5         | Legion d'Honneur, Medaille Militaire, Croix de Guerre |
| Siegfried Gussmann                  | Germany         | Luftstreitkräfte | 5         | |
| Kurt Haber                          | Germany         | Luftstreitkräfte | 5         | |
| Edward Haight                       | United States   | US Army Air Service, United States Army Air Forces                                                                    | 5         | Rose to Colonel in World War II. |
| Georges Halberger                   | France          | Aéronautique Militaire                                                                                                | 5         | Medaille Militaire, Croix de Guerre |
| John Playford Hales                 | Canada          | Royal Naval Air Service, Royal Air Force                                                                              | 5         | |
| John Herbert Hall (aviator)         | United Kingdom  | Royal Flying Corps, Royal Air Force                                                                                   | 5         | Only recipient of Belgian Decoration Militaire. |
| Robert Hall                         | South Africa    | Royal Flying Corps, Royal Air Force                                                                                   | 5         | Military Cross |
| Joseph E. Hallonquist               | Canada          | Royal Flying Corps, Royal Air Force                                                                                   | 5         | Distinguished Flying Cross, Italian Medal for Military Valor |
| Arthur William Hammond              | United Kingdom  | Royal Flying Corps, Royal Air Force, Royal Canadian Air Force                                                         | 5         | Military Cross with Bar |
| Paul Hamot                          | France          | Aéronautique Militaire                                                                                                | 5         | Legion d'Honneur, Medaille Militaire, Croix de Guerre |
| Earl Hand                           | Canada          | Royal Flying Corps, Royal Air Force                                                                                   | 5         | Distinguished Flying Cross, French Croix de Guerre |
| August Hanko                        | Germany         | Luftstreitkräfte | 5         | Military Merit Cross |
| James McKinley Hargreaves           | United Kingdom  | Royal Flying Corps | 5         | |
| Howard Harker                       | United Kingdom  | Royal Flying Corps, Royal Air Force                                                                                   | 5         | Military Cross |
| Sir Arthur Harris, 1st Baronet      | United Kingdom  | Royal Flying Corps, Royal Air Force                                                                                   | 5         | Air Force Cross. Rose to CinC of Bomber Command and Marshal of the RAF.                                                                                                |
| Charles Harrison                    | United Kingdom  | Royal Flying Corps, Royal Air Force                                                                                   | 5         | Military Cross, French Croix de Guerre |
| W. Harrop                           | United Kingdom  | Royal Flying Corps, Royal Air Force                                                                                   | 5         | Military Medal |
| Edward Hartigan                     | United Kingdom  | Royal Flying Corps | 5         | |
| Marius Hasdenteufel                 | France          | Aéronautique Militaire                                                                                                | 5         | Medaille Militaire, Croix de Guerre, Belgian Order of the Crown |
| Marcel Hauss                        | France          | Aéronautique Militaire                                                                                                | 5         | Medaille Militaire, Croix de Guerre |
| Hugh Hay                            | United Kingdom  | Royal Flying Corps, Royal Air Force                                                                                   | 5         | Military Cross |
| Roger Hay                           | United Kingdom  | Royal Flying Corps | 5         | Military Cross |
| Eustace Headlam                     | Australia       | Australian Flying Corps                                                                                               | 5         | |
| James Healy                         | United States   | US Army Air Service, United States Army Air Forces                                                                    | 5         | Distinguished Service Cross, French Croix de Guerre |
| Fredrich Hefty                      | Austria-Hungary | Luftfahrtruppen | 5         | Medal for Bravery |
| Friedrich Hengst                    | Germany         | Luftstreitkräfte | 5         | |
| Robert Herring                      | United Kingdom  | Royal Flying Corps, Royal Air Force                                                                                   | 5         | Military Cross |
| Kurt Hetze                          | Germany         | Luftstreitkräfte | 5         | Iron Cross |
| George Frederick Hines              | United Kingdom  | Royal Air Force | 5         | |
| William Hodgkinson                  | United Kingdom  | Royal Flying Corps, Royal Air Force                                                                                   | 5         | |
| Les Holden                          | Australia       | Australian Flying Corps                                                                                               | 5         | Military Cross, Air Force Cross |
| Robert Holme                        | United Kingdom  | Royal Flying Corps, Royal Air Force                                                                                   | 5         | Military Cross |
| Paul Homo                           | France          | Aéronautique Militaire                                                                                                | 5         | Legion d'Honneur, Croix de Guerre |
| Percy Howe                          | South Africa    | Royal Flying Corps, Royal Air Force                                                                                   | 5         | |
| Malcolm Clifford Howell             | United States   | Royal Flying Corps, Royal Air Force                                                                                   | 5         | |
| David Hughes                        | United Kingdom  | Royal Flying Corps | 5         | Distinguished Flying Cross |
| Eric Hughes                         | United Kingdom  | Royal Flying Corps | 5         | |
| Thomas Hunter                       | United Kingdom  | Royal Air Force | 5         | Became ace after leg amputation. |
| Cyril Hurst                         | United Kingdom  | Royal Flying Corps, Royal Air Force                                                                                   | 5         | |
| George Hyde                         | United Kingdom  | Royal Flying Corps, Royal Air Force                                                                                   | 5         | Military Cross |
| Jean Jannekeyn                      | France          | Aéronautique Militaire                                                                                                | 5         | Legion d'Honneur, Croix de Guerre |
| Arthur Jarvis                       | United Kingdom  | Royal Flying Corps, Royal Air Force                                                                                   | 5         | |
| Charles Jeffs                       | United Kingdom  | Royal Flying Corps, Royal Air Force                                                                                   | 5         | Military Cross |
| Olans Johnsen                       | United Kingdom  | Royal Flying Corps, Royal Air Force                                                                                   | 5         | Distinguished Flying Cross |
| Percy Griffith Jones                | United Kingdom  | Royal Flying Corps, Royal Air Force                                                                                   | 5         | |
| Hermann Juhnke                      | Germany         | Luftstreitkräfte | 5         | Military Merit Cross, Iron Cross |
| Werner Junck                        | Germany         | Luftstreitkräfte | 5         | Rose to Generalleutnant in the Luftwaffe |
| M. V. Kilroy                        | United Kingdom  | Royal Flying Corps, Royal Air Force                                                                                   | 5         | |
| James Knowles                       | United States   | US Army Air Service                                                                                                   | 5         | Distinguished Service Cross, French Croix de Guerre |
| Wilhelm Kohlbach                    | Germany         | Luftstreitkräfte | 5         | |
| Nikolai Kokorin                     | Russia          | Imperial Army Air Service                                                                                             | 5         | Order of Saint George, Cross of Saint George, Order of Saint Anne |
| Johann Kopka                        | Germany         | Luftstreitkräfte | 5         | |
| Julius Kowalczik                    | Austria-Hungary | Luftfahrtruppen | 5         | Medal for Bravery |
| Frederick J. Kydd                   | United Kingdom  | Royal Flying Corps, Royal Air Force                                                                                   | 5         | |
| Franz Lahner                        | Austria-Hungary | Luftfahrtruppen | 5         | Medal for Bravery (1 gold and 2 silver awards), Karl Troops Cross |
| Kenneth Laing                       | United Kingdom  | Royal Flying Corps, Royal Air Force                                                                                   | 5         | |
| Conrad Lally                        | Canada          | Royal Flying Corps, Royal Air Force                                                                                   | 5         | Military Cross with Bar, Air Force Cross |
| Friedrich Lang                      | Austria-Hungary | Luftfahrtruppen | 5         | Order of the Iron Crown, Medal for Bravery, Military Merit Cross (2 awards), Military Merit Medal                                                                      |
| David Langlands                     | United Kingdom  | Royal Flying Corps, Royal Air Force                                                                                   | 5         | |
| Sydney Frank Langstone              | United Kingdom  | Royal Naval Air Service, Royal Air Force                                                                              | 5         | |
| Johann Lasi                         | Austria-Hungary | Luftfahrtruppen | 5         | Medal for Bravery |
| James Latta                         | United Kingdom  | Royal Flying Corps, Royal Air Force                                                                                   | 5         | Military Cross |
| Frederic Laurence                   | United Kingdom  | Royal Flying Corps, Royal Air Force                                                                                   | 5         | Military Cross |
| Didier Lecour Grandmaison           | France          | Aéronautique Militaire                                                                                                | 5         | Legion d'Honneur, Croix de Guerre |
| Giulio Lega                         | Italy           | Corpo Aeronautico Militare                                                                                            | 5         | Medal for Military Valor (2 silver and 1 bronze awards), War Cross |
| Ernst Leman                         | Russia          | Imperial Army Air Service                                                                                             | 5         | Order of Saint George, Cross of Saint George, Order of Saint Stanilas, Order of Saint Anne                                                                             |
| James Lennox                        | United Kingdom  | Royal Flying Corps, Royal Air Force                                                                                   | 5         | Italian War Cross |
| Pierre Leroy De Boiseaumarie        | France          | Aéronautique Militaire                                                                                                | 5         | Medaille Militaire, Croix de Guerre |
| Wilhelm Leusch                      | Germany         | Luftstreitkräfte | 5         | Iron Cross |
| Georges Lienhart                    | France          | Aéronautique Militaire                                                                                                | 5         | Medaille Militaire, Croix de Guerre, Italian War Cross |
| John D. Lightbody                   | United Kingdom  | Royal Naval Air Service, Royal Air Force                                                                              | 5         | |
| Ernest Lindup                       | South Africa    | Royal Flying Corps, Royal Air Force                                                                                   | 5         | Military Cross |
| Robert Hazen Little                 | Canada          | Royal Flying Corps, Royal Air Force                                                                                   | 5         | |
| John Lloyd Williams                 | United Kingdom  | Royal Flying Corps, Royal Air Force                                                                                   | 5         | Military Cross |
| Heinrich Lorenz                     | Germany         | Luftstreitkräfte | 5         | |
| Reginald Lowe                       | United Kingdom  | Royal Air Force | 5         | |
| Frederick Luff                      | United States   | US Army Air Service attached to Royal Air Force                                                                       | 5         | |
| Charles Lupton                      | United Kingdom  | Royal Naval Air Service, Royal Air Force                                                                              | 5         | Distinguished Service Cross with Bar |
| Colin MacAndrew                     | United Kingdom  | Royal Flying Corps | 5         | |
| Ross MacDonald                      | Canada          | Royal Flying Corps, Royal Air Force                                                                                   | 5         | |
| Harry MacKay                        | United Kingdom  | Royal Flying Corps | 5         | |
| Loudoun MacLean                     | United Kingdom  | Royal Flying Corps, Royal Air Force                                                                                   | 5         | Military Cross |
| Bela Macourek                       | Austria-Hungary | Luftfahrtruppen | 5         | Military Merit Cross, Military Merit Medal, Hungarian Order of the Brave and Gold Bravery Medal for Officers                                                           |
| John MacRae                         | Canada          | Royal Flying Corps, Royal Air Force                                                                                   | 5         | |
| Francis Magoun                      | United States   | Royal Flying Corps, Royal Air Force                                                                                   | 5         | British Military Cross, Finnish Order of the Lion |
| Paul Malavialle                     | France          | Aéronautique Militaire                                                                                                | 5         | Legion d'Honneur, Croix de Guerre, Italian Medal for Military Valor, British Military Medal                                                                            |
| Patrick Manley                      | Canada          | Royal Flying Corps, Royal Air Force                                                                                   | 5         | |
| Leslie Mansbridge                   | United Kingdom  | Royal Flying Corps, Royal Air Force                                                                                   | 5         | |
| William Mansell                     | United Kingdom  | Royal Flying Corps | 5         | |
| Federico Martinengo                 | Italy           | Corpo Aeronautico Militare                                                                                            | 5         | Medal for Military Valor (2 silver awards), War Cross |
| Hans Marwede                        | Germany         | Luftstreitkräfte | 5         | |
| Stanley Masding                     | United Kingdom  | Royal Flying Corps, Royal Air Force                                                                                   | 5         | |
| Guido Masiero                       | Italy           | Corpo Aeronautico Militare                                                                                            | 5         | Medal for Military Valor (3 silver awards, 1 bronze), Belgian Croix de Guerre                                                                                          |
| Jack Mason                          | United Kingdom  | Royal Flying Corps, Royal Air Force                                                                                   | 5         | Military Medal |
| William Drummond Matheson           | Canada          | Royal Flying Corps, Royal Air Force                                                                                   | 5         | Military Cross |
| William Maxted                      | United Kingdom  | Royal Flying Corps, Royal Air Force                                                                                   | 5         | |
| Ronald McClintock                   | United Kingdom  | Royal Flying Corps, Royal Air Force                                                                                   | 5         | Military Cross |
| George McCormack                    | United Kingdom  | Royal Air Force | 5         | |
| Norman McNaughton                   | United Kingdom  | Royal Flying Corps | 5         | Military Cross |
| John McNeaney                       | Canada          | Royal Flying Corps, Royal Air Force                                                                                   | 5         | Distinguished Flying Cross |
| Russell McRae                       | Canada          | Royal Flying Corps, Royal Air Force                                                                                   | 5         | |
| Amedeo Mecozzi                      | Italy           | Corpo Aeronautico Militare                                                                                            | 5         | Medal for Military Valor (1 silver and 2 bronze awards), War Cross |
| Harold Medlicott                    | United Kingdom  | Royal Flying Corps, Royal Air Force                                                                                   | 5         | |
| Francis Mellersh                    | United Kingdom  | Royal Naval Air Service, Royal Air Force                                                                              | 5         | Air Force Cross |
| Erich Meyer                         | Germany         | Luftstreitkräfte | 5         | |
| Giorgio Michetti                    | Italy           | Corpo Aeronautico Militare                                                                                            | 5         | Medal for Military Valor (2 silver awards) |
| Zenos Miller                        | United States   | US Army Air Service                                                                                                   | 5         | |
| Kenneth Mills                       | United Kingdom  | Royal Flying Corps, Royal Air Force                                                                                   | 5         | |
| Harold Molyneux                     | Canada          | Royal Flying Corps, Royal Air Force                                                                                   | 5         | Distinguished Flying Cross |
| Paul Montange                       | France          | Aéronautique Militaire                                                                                                | 5         | Legion d'Honneur, Medaille Militaire, Croix de Guerre |
| John Morgan                         | United Kingdom  | Royal Flying Corps, Royal Air Force                                                                                   | 5         | |
| William John Mostyn                 | United Kingdom  | Royal Flying Corps, Royal Air Force                                                                                   | 5         | |
| Harold Edgar Mott                   | Canada          | Royal Naval Air Service, Royal Air Force                                                                              | 5         | |
| Redford Mulock                      | Canada          | Royal Naval Air Service, Royal Air Force                                                                              | 5         | Distinguished Service Order with Bar, French Legion d'Honneur and Croix de Guerre. First Canadian ace; first RNAS ace.                                                 |
| John Murison                        | United Kingdom  | Royal Flying Corps, Royal Air Force                                                                                   | 5         | |
| Donald Murmann                      | United Kingdom  | US Army Air Service, Royal Air Force                                                                                  | 5         | |
| Ernest Mustard                      | Australia       | Australian Flying Corps                                                                                               | 5         | Distinguished Flying Cross |
| Kurt Nachod                         | Austria-Hungary | Luftfahrtruppen | 5         | Order of the Iron Crown, Military Merit Cross, Military Merit Medal, German Iron Cross                                                                                 |
| Hugh Nangle                         | United Kingdom  | Royal Flying Corps, Royal Air Force                                                                                   | 5         | |
| Roger Neville                       | United Kingdom  | Royal Flying Corps, Royal Air Force                                                                                   | 5         | Military Cross |
| Thomas Newsome                      | United Kingdom  | Royal Air Force | 5         | |
| Augustin Novak                      | Austria-Hungary | Luftfahrtruppen | 5         | Medal for Bravery (1st and 2nd class silver awards) |
| Percy Olieff                        | United Kingdom  | Royal Flying Corps, Royal Air Force                                                                                   | 5         | |
| Thomas Oliver                       | United Kingdom  | Royal Flying Corps | 5         | |
| Ralph Ambrose O'Neill               | United States   | US Army Air Service                                                                                                   | 5         | Distinguished Service Cross with two Oak Leaf Clusters. |
| Ivan Orlov                          | Russia          | Imperial Army Air Service                                                                                             | 5         | Order of Saint George, Order of Saint Vladimir, Order of Saint Stanilas, Order of Saint Anne (3rd and 4th class awards), Cross of Saint George, French Croix de Guerre |
| Osborne Orr                         | United States   | Royal Naval Air Service, Royal Air Force                                                                              | 5         | British Distinguished Flying Cross |
| Hans-Georg von der Osten            | Germany         | Luftstreitkräfte | 5         | Iron Cross. Commander of all Luftwaffe bases in Germany during World War II.                                                                                           |
| John Owens                          | United States   | US Army Air Service                                                                                                   | 5         | |
| Antoine Paillard                    | France          | Aéronautique Militaire                                                                                                | 5         | Medaille Militaire, Croix de Guerre |
| Karl Patzelt                        | Austria-Hungary | Luftfahrtruppen | 5         | Order of the Iron Crown, Military Merit Cross, Military Merit Medal, German Iron Cross                                                                                 |
| Carrick Paul                        | New Zealand     | Australian Flying Corps                                                                                               | 5         | Distinguished Flying Cross |
| Georges Pelletier d'Oisy            | France          | Aéronautique Militaire                                                                                                | 5         | Legion d'Honneur, Medaille Militaire, Croix de Guerre |
| Edward Pennell                      | United Kingdom  | Royal Flying Corps, Royal Air Force                                                                                   | 5         | Distinguished Flying Cross, French Croix de Guerre |
| Andre Petit-Delchet                 | France          | Aéronautique Militaire                                                                                                | 5         | Medaille Militaire, Croix de Guerre |
| Edmund Heaton Peverell              | United Kingdom  | Royal Flying Corps, Royal Air Force                                                                                   | 5         | |
| Charles Pickthorn                   | United Kingdom  | Royal Flying Corps, Royal Air Force                                                                                   | 5         | Military Cross |
| Gerald Pilditch                     | South Africa    | Royal Flying Corps, Royal Air Force                                                                                   | 5         | Military Cross |
| Alexander Pishvanov                 | Russia          | Imperial Army Air Service                                                                                             | 5         | Order of Saint George, Cross of Saint George (1st, 2nd, 3rd, and 4th class awards), Order of Saint Stanilas, Order of Saint Vladimir, Order of Saint Anne              |
| Sidney Platel                       | United Kingdom  | Royal Flying Corps, Royal Air Force                                                                                   | 5         | |
| Constant Plessis                    | France          | Aéronautique Militaire                                                                                                | 5         | Legion d'Honneur, Medaille Militaire, Croix de Guerre, Belgian Croix de Guerre                                                                                         |
| George Ramsden Poole                | United Kingdom  | Royal Flying Corps, Royal Air Force                                                                                   | 5         | |
| Kenneth Porter                      | United States   | US Army Air Service                                                                                                   | 5         | Distinguished Service Cross, French Croix de Guerre |
| Francois Portron                    | France          | Aéronautique Militaire                                                                                                | 5         | Legion d'Honneur, Croix de Guerre |
| Harold Pratt                        | United Kingdom  | Royal Flying Corps, Royal Air Force                                                                                   | 5         | |
| Walbanke Ashby Pritt                | United Kingdom  | Royal Flying Corps, Royal Air Force                                                                                   | 5         | Military Cross, Distinguished Flying Cross |
| Thomas Proctor                      | United Kingdom  | Royal Flying Corps, Royal Air Force                                                                                   | 5         | |
| John Pugh                           | Canada          | Royal Flying Corps, Royal Air Force                                                                                   | 5         | Military Cross, Distinguished Flying Cross |
| Hartley Pullan                      | United Kingdom  | Royal Flying Corps, Royal Air Force                                                                                   | 5         | Distinguished Flying Cross |
| Eduard Pulpe                        | Russia          | Aéronautique Militaire, Imperial Army Air Service                                                                     | 5         | Order of Saint George, French Medaille Militaire and Croix de guerre                                                                                                   |
| W. C. Purvis                        | United Kingdom  | Royal Flying Corps, Royal Air Force                                                                                   | 5         | |
| Orville Ralston                     | United States   | Royal Flying Corps, Royal Air Force, US Army Air Service, United States Army Air Corps, United States Army Air Forces | 5         | Distinguished Service Cross |
| Arthur Rullion Rattray              | United Kingdom  | Royal Flying Corps, Royal Air Force                                                                                   | 5         | Rose to Rear Admiral; knighted in 1948. |
| Georges Raymond                     | France          | Aéronautique Militaire                                                                                                | 5         | Legion d'Honneur, Croix de Guerre |
| John William Rayner                 | United Kingdom  | Royal Flying Corps, Royal Air Force                                                                                   | 5         | |
| Victor Regnier                      | France          | Aéronautique Militaire                                                                                                | 5         | Legion d'Honneur, Croix de Guerre |
| Guy Reid                            | United Kingdom  | Royal Flying Corps | 5         | Military Cross |
| Leopold Reimann                     | Germany         | Luftstreitkräfte | 5         | Iron Cross |
| Alessandro Resch                    | Italy           | Corpo Aeronautico Militare                                                                                            | 5         | Silver Medal of Military Valor and Bronze Medal of Military Valor, War Cross                                                                                           |
| Charles Revol-Tissot                | France          | Aéronautique Militaire                                                                                                | 5         | Legion d'Honneur, Medaille Militaire, Croix de Guerre |
| Alan Incell Riley alias A. G. Riley | United Kingdom  | Royal Flying Corps, Royal Air Force                                                                                   | 5         | |
| Louis Rissacher                     | France          | Aéronautique Militaire                                                                                                | 5         | Legion d'Honneur, Croix de Guerre |
| Maurice Robert                      | France          | Aéronautique Militaire                                                                                                | 5         | Medaille Militaire, Croix de Guerre |
| Norman Roberts                      | United Kingdom  | Royal Flying Corps, Royal Air Force                                                                                   | 5         | Distinguished Flying Cross |
| John Robertson                      | United Kingdom  | Royal Flying Corps | 5         | |
| Paul Rodde                          | France          | Aéronautique Militaire                                                                                                | 5         | |
| Alois Rodlauer                      | Austria-Hungary | Luftfahrtruppen | 5         | Order of the Iron Crown, Military Merit Cross, Medal for Bravery (1st class silver and bronze awards), Military Merit Medal                                            |
| Jacques Roques                      | France          | Aéronautique Militaire                                                                                                | 5         | Medaille Militaire, Croix de Guerre, Belgian Croix de Guerre |
| Hans Rosencrantz                    | Germany         | Luftstreitkräfte | 5         | Iron Cross |
| Paul Rothe                          | Germany         | Luftstreitkräfte | 5         | Iron Cross |
| Maurice Rousselle                   | France          | Aéronautique Militaire                                                                                                | 5         | Medaille Militaire, Croix de Guerre |
| Richard Ruebe                       | Germany         | Luftstreitkräfte | 5         | |
| Theodor Rumpel                      | Germany         | Luftstreitkräfte | 5         | Iron Cross |
| John Russell                        | Canada          | Royal Flying Corps, Royal Air Force                                                                                   | 5         | Distinguished Flying Cross |
| Giovanni Sabelli                    | Italy           | Corpo Aeronautico Militare                                                                                            | 5         | 2 Silver Medal of Military Valor |
| Mikhail Safonov                     | Russia          | Imperial Army Air Service                                                                                             | 5         | Order of Saint Vladimir, Order of Saint Anne |
| William Sanday                      | United Kingdom  | Royal Flying Corps, Royal Air Force                                                                                   | 5         | Distinguished Service Order, Military Cross, |
| Robert Saundby                      | United Kingdom  | Royal Flying Corps, Royal Air Force                                                                                   | 5         | Military Cross, Air Force Cross. Knighted; retired as Air Vice-Marshal in 1946.                                                                                        |
| Basile Saune                        | France          | Aéronautique Militaire                                                                                                | 5         | Croix de Guerre |
| Edward Sayers                       | United Kingdom  | Royal Flying Corps, Royal Air Force                                                                                   | 5         | French Medaille Militaire and Croix de Guerre. |
| Johann Schlimpen                    | Germany         | Luftstreitkräfte | 5         | |
| Roman Schneider                     | Germany         | Luftstreitkräfte | 5         | Iron Cross |
| Herbert Schroeder                   | Germany         | Luftstreitkräfte | 5         | |
| Friedrich Schumaker                 | Germany         | Luftstreitkräfte | 5         | Iron Cross |
| Konrad Schwartz                     | Germany         | Luftstreitkräfte | 5         | |
| Alan Scott                          | New Zealand     | Royal Flying Corps, Royal Air Force                                                                                   | 5         | Military Cross |
| Joseph Seabrook                     | United Kingdom  | Royal Flying Corps, Royal Air Force                                                                                   | 5         | |
| John Seerly                         | United States   | US Army Air Service, United States Army Air Corps, United States Army Air Forces                                      | 5         | |
| Kurt Seit                           | Germany         | Luftstreitkräfte | 5         | Iron Cross, Silver Wound Badge |
| Christopher Shannon                 | United Kingdom  | Royal Flying Corps, Royal Air Force                                                                                   | 5         | Distinguished Flying Medal |
| Frank Sharpe                        | United Kingdom  | Royal Flying Corps, Royal Air Force                                                                                   | 5         | |
| Harold G. Shoemaker                 | United States   | US Army Air Service attached to Royal Air Force, US Army Air Service                                                  | 5         | |
| Eugen Siempelkamp                   | Germany         | Luftstreitkräfte | 5         | |
| Francis Simonds                     | United States   | US Army Air Service                                                                                                   | 5         | French Croix de Guerre |
| Eric Landon Simonson                | Australia       | Australian Flying Corps                                                                                               | 5         | |
| Lambert Sloot                       | United Kingdom  | Royal Flying Corps, Royal Air Force                                                                                   | 5         | |
| Wallace Smart                       | United Kingdom  | Royal Flying Corps, Royal Air Force                                                                                   | 5         | |
| George Henry Benjamin Smith         | United Kingdom  | Royal Flying Corps, Royal Air Force                                                                                   | 5         | |
| Harry Coleman Smith                 | United Kingdom  | Royal Naval Air Service, Royal Air Force                                                                              | 5         | |
| James Robert Smith                  | Canada          | Royal Flying Corps, Royal Air Force                                                                                   | 5         | French Croix de Guerre |
| Sydney Philip Smith                 | United Kingdom  | Royal Flying Corps, Royal Air Force                                                                                   | 5         | Distinguished Service Order, French Croix de Guerre |
| William Thomas Smith                | United Kingdom  | Royal Flying Corps, Royal Air Force, Royal Australian Air Force                                                       | 5         | Distinguished Conduct Medal |
| Neil Smuts                          | South Africa    | Royal Flying Corps, Royal Air Force                                                                                   | 5         | Distinguished Flying Cross |
| Wilfred Sneath                      | United Kingdom  | Royal Naval Air Service, Royal Air Force                                                                              | 5         | |
| Wilhelm Sommer                      | Germany         | Luftstreitkräfte | 5         | |
| Ian Stead                           | South Africa    | Royal Flying Corps, Royal Air Force                                                                                   | 5         | |
| Helmut Steinbrecher                 | Germany         | Luftstreitkräfte | 5         | Iron Cross |
| Thomas Frederick Stephenson         | United Kingdom  | Royal Flying Corps | 5         | Distinguished Conduct Medal |
| Frank Stevens                       | United Kingdom  | Royal Flying Corps, Royal Air Force                                                                                   | 5         | Order of the British Empire |
| Oliver Stewart                      | United Kingdom  | Royal Flying Corps, Royal Air Force                                                                                   | 5         | Military Cross, Air Force Cross |
| Wilhelm Stoer                       | Germany         | Luftstreitkräfte | 5         | Iron Cross |
| Claud Stokes                        | United Kingdom  | Royal Flying Corps, Royal Air Force                                                                                   | 5         | Distinguished Flying Cross |
| Victor Strahm                       | United States   | US Army Air Service, United States Army Air Corps, United States Army Air Forces, United States Air Force             | 5         | Distinguished Service Cross. Rose to rank of Brigadier General. |
| Rudolf Szepessy-Sokol               | Austria-Hungary | Luftfahrtruppen | 5         | Military Merit Medal, Medal for Bravery, Order of Leopold, Romanian Order of the Crown                                                                                 |
| Edgar Taylor                        | United States   | Royal Flying Corps, Royal Air Force                                                                                   | 5         | |
| Patrick Gordon Taylor               | Australia       | Royal Flying Corps, Royal Air Force                                                                                   | 5         | Military Cross |
| Karl Teichmann                      | Austria-Hungary | Luftfahrtruppen | 5         | Medal for Bravery (1 gold and 2 silver awards) |
| William Thaw                        | United States   | Aéronautique Militaire, US Army Air Service                                                                           | 5         | Distinguished Service Cross with Oak Leaf Cluster, French Legion d'Honneur and Croix de Guerre                                                                         |
| Meredith Thomas                     | United Kingdom  | Royal Flying Corps, Royal Air Force                                                                                   | 5         | Air Force Cross. Rose to Vice Air Marshal in World War II. |
| Anthony Joseph Hill Thornton        | United Kingdom  | Royal Flying Corps, Royal Air Force                                                                                   | 5         | |
| Alwin Thurm                         | Germany         | Luftstreitkräfte | 5         | |
| William Tipton                      | United States   | US Army Air Service attached to Royal Air Force, US Army Air Service, United States Army Air Corps                    | 5         | Rose to command Maryland Air National Guard. |
| George Donald Tod                   | United States   | Royal Flying Corps, Royal Air Force                                                                                   | 5         | |
| Robert Miles Todd                   | United States   | US Army Air Service                                                                                                   | 5         | |
| Oswald Traenkner                    | Germany         | Luftstreitkräfte | 5         | |
| Herbert Travers                     | United Kingdom  | Royal Naval Air Service, Royal Air Force                                                                              | 5         | Distinguished Service Cross |
| Gerold Tschentschel                 | Germany         | Luftstreitkräfte | 5         | |
| John Seymour Turnbull               | Australia       | Royal Flying Corps, Royal Air Force                                                                                   | 5         | |
| Arthur Henry Turner                 | United Kingdom  | Royal Naval Air Service, Royal Air Force                                                                              | 5         | |
| Alfred Ulmer                        | Germany         | Luftstreitkräfte | 5         | |
| Karl Urban                          | Austria-Hungary | Luftfahrtruppen | 5         | Medal for Bravery (1 gold and 3 silver awards) |
| Gilbert J. Uteau                    | France          | Aéronautique Militaire                                                                                                | 5         | Medaille Militaire, Croix de Guerre |
| John Vessey                         | United Kingdom  | Royal Flying Corps | 5         | |
| Hans Viebig                         | Germany         | Luftstreitkräfte | 5         | |
| Pierre Violet-Marty                 | France          | Aéronautique Militaire                                                                                                | 5         | Medaille Militaire, Croix de Guerre, British Military Medal |
| Werner Wagener                      | Germany         | Luftstreitkräfte | 5         | Iron Cross, Silver Wound Badge, Austro-Hungarian Military Merit Cross                                                                                                  |
| Kenneth MacKenzie Walker            | United Kingdom  | Royal Flying Corps, Royal Air Force                                                                                   | 5         | |
| William Walker                      | United Kingdom  | Royal Flying Corps, Royal Air Force                                                                                   | 5         | Distinguished Conduct Medal |
| John Wallwork                       | United Kingdom  | Royal Flying Corps, Royal Air Force                                                                                   | 5         | Military Cross |
| Edward Henry Ward                   | United Kingdom  | Royal Flying Corps, Royal Air Force                                                                                   | 5         | |
| Hasso von Wedel                     | Germany         | Luftstreitkräfte | 5         | Iron Cross |
| George Arthur Welsh                 | Canada          | Royal Flying Corps, Royal Air Force                                                                                   | 5         | Belgian Croix de Guerre |
| Pierre Wertheim (Wertheimer)        | France          | Aéronautique Militaire                                                                                                | 5         | Legion d'Honneur, Croix de Guerre |
| Mortimer West                       | United Kingdom  | Royal Flying Corps | 5         | |
| Lewis Whitehead                     | United Kingdom  | Royal Flying Corps, Royal Air Force                                                                                   | 5         | |
| Charles Whitham                     | United Kingdom  | Royal Flying Corps, Royal Air Force                                                                                   | 5         | |
| Robert Kenneth Whitney              | Canada          | Royal Flying Corps, Royal Air Force                                                                                   | 5         | Distinguished Flying Cross |
| Ernst Wiessner                      | Germany         | Luftstreitkräfte | 5         | |
| Edward G. H. C. Williams            | United Kingdom  | Royal Flying Corps | 5         | |
| Francis Jefferies Williams          | United Kingdom  | Royal Flying Corps, Royal Air Force                                                                                   | 5         | |
| Cecil F. C. Wilson                  | United Kingdom  | Royal Flying Corps, Royal Air Force                                                                                   | 5         | |
| Rupert Winter                       | United Kingdom  | Royal Naval Air Service                                                                                               | 5         | |
| Kurt Wisseman                       | Germany         | Luftstreitkräfte | 5         | Iron Cross |
| Franz Wognar                        | Austria-Hungary | Luftfahrtruppen | 5         | Medal for Bravery (1 gold and 4 silver awards) |
| John Womersley                      | United Kingdom  | Royal Flying Corps | 5         | Military Cross |
| Charles Woollven                    | United Kingdom  | Royal Flying Corps, Royal Air Force                                                                                   | 5         | Military Cross |
| Charles Worthington                 | United Kingdom  | Royal Flying Corps, Royal Air Force                                                                                   | 5         | |
| Victor Maslin Yeates                | United Kingdom  | Royal Flying Corps, Royal Air Force                                                                                   | 5         | |
| Graham Conacher Young               | United Kingdom  | Royal Flying Corps, Royal Air Force                                                                                   | 5         | |
| Martin Zander                       | Germany         | Luftstreitkräfte | 5         | Iron Cross |
| Edmund Zink                         | United Kingdom  | Royal Flying Corps, Royal Air Force                                                                                   | 5         | |